# Winnipeg (vaixell)
Winnipeg és el nom del vaixell que Pablo Neruda va llogar, com a cònsol de Xile a França, per salvar entre 2300 i 2.500 exiliats republicans espanyols de la guerra civil espanyola. Aquest viatge es va convertir en el de major contingent de passatgers en tota la història de l'exili republicà espanyol. El Winnipeg va arribar al port de Valparaíso a la tarda del 2 de setembre de 1939, i el desembarcament es va fer l'endemà.

## Descripció
El Winnipeg era un vaixell paquebot mixt de 9.807 tones construït el 1918, i botat el 1919. Feia 143 m d'eslora i 18 m de mànega; dos motors de vapor de triple expansió propulsaven dues hèlixs, i la seva velocitat era de 14 nusos nominals. Era un vaixell britànic destinat a la formació, que serví com a buc escola de la Companyia General Transatlàntica (CGT), i podia acomodar fins a 250 estudiants que recopilaven i transmetien observacions meteorològiques durant els seus viatges; després va ser transformat en un vaixell de càrrega. El seu nom inicial, Jacques Cartier, es va canviar el 1939 a Winnipeg, i de nou el 1941 a Winnipeg II. Construït pels Tallers i Drassanes de France, a Duinkerke, el vaixell es va perdre l'octubre de 1942, en ser torpedinat i enfonsat per un submarí alemany.

## Història
El 1937 el poeta xilè Pablo Neruda va tornar de la seva destinació com a cònsol de Xile a Barcelona, des de 1934 exercia les seves responsabilitats vivint els intensos canvis polítics de l'època (Segona República Espanyola), molts amics i intenses històries va deixar enrere en tornar al seu Xile natal, obligat per l'avanç de les tropes feixistes sobre Catalunya.
Novament a Xile, retirat de la vida diplomàtica, Neruda prova de concentrar-se en la seva carrera literària alhora que escriu articles i assajos sobre la situació a Espanya, simpatitzant en la lluita republicana. Les males notícies de la guerra a Espanya eren contínues: les victòries de l'exèrcit de Francisco Franco al front, la caiguda de Barcelona i l'èxode massiu de molts d'aquells amics que ara creuaven la frontera dirigint-se a un destí miserable als camps de refugiats de França.
Commogut i desolat per aquests fets i des de la seva posició privilegiada, va pensar que podia fer molt envers els milers d'exiliats, entre els quals hi havia molts amics. Així és com decidí utilitzar els seus dots com a diplomàtic per convèncer el president de Xile, Pedro Aguirre, de la necessària ajuda de Xile per a tots aquells refugiats republicans espanyols que havien fugit a França.
El president xilè el va nomenar Cònsol Especial per a la Immigració Espanyola, amb seu a París, i des d'allà, Neruda va provar de negociar amb el govern francès, que no estava gaire pel cas, per facilitar en allò que fos possible la vida d'aquells refugiats, sempre sota la pressió de la dictadura de Franco.
La seva gran proposta personal va ser llogar un antic vaixell francès, el Winnipeg, per tal que transportés 2500 exiliats a Xile per començar una nova vida. Avalat pel president xilè, a qui li agradava aquesta idea, i mediant amb el govern republicà a l'exili, es varen seleccionar més de 2000 persones (la xifra encara no és clara, tot i que estan comptabilitzades 2365 persones), que anirien a Xile amb aquell vell vaixell, que en un principi era per només 20 persones. Havia de salpar des de Trompeloup - Paulhac, prop de Bordeus, i rumb al port de Valparaíso, Xile,
Neruda va participar activament en l'organització del viatge del Winnipeg, la proposta personal del poeta va permetre reagrupar gran part de famílies separades, i sobretot salvar moltes d'aquelles persones a les quals la guerra havia destrossat la vida.
El dia 2 de setembre de 1939 el Winnipeg va atracar al port de Valparaíso, la majoria dels exiliats es van establir al nord de Xile, pocs d'ells van tornar als seus orígens.

### Conflicte entre exiliats
És probable que els fets tinguessin lloc en un vaixell d'exiliats amb destinació Mèxic, però altres fonts els situen al Winnipeg. Durant la travessa, es diferencien grups ideològics (estalinistes, anarquistes, catalanistes), i ètnics, que acaben fent grups socials paral·lels i a vegades enfrontats. El 26 d’agost, navegant pel Pacífic, i havent mort un nadó català, els pares feren els preparatius per a lliurar el cos al mar, embolcallat amb la senyera de Catalunya. En aquell moment la tensió entre exiliats pujà, atès que els espanyols exigiren embolcallar el cos amb la bandera republicana espanyola. Es desfermà la violència, que derivà en l’intent de llençar per la borda passatgers catalans. La defensa de catalans, bascos, i la tripulació ho aturà.